# Rocco van Straten
Rocco van Straten (ur. 30 marca 1991 w Nieuwegein) – holenderski snowboardzista, specjalista konkurencji Big Air i slopestyle, brązowy medalista mistrzostw świata.

## Kariera
Po raz pierwszy na arenie międzynarodowej pojawił się 19 lutego 2005 roku w Klínovcu, gdzie w zawodach Pucharu Europy zajął 48. miejsce w halfpipe'ie. W 2008 roku wystartował na mistrzostwach świata juniorów w Valmalenco, gdzie był między innymi czwarty w big air. Jeszcze trzykrotnie brał udział w zawodach tego cyklu, najlepszy wynik osiągając podczas mistrzostw świata juniorów w Cardronie w 2010 roku, gdzie był ósmy w tej samej konkurencji.
W zawodach Pucharu Świata zadebiutował 6 stycznia 2007 roku w Grazu, zajmując 45. miejsce w big air. Pierwsze pucharowe punkty wywalczył 4 lutego 2007 roku w Turynie, zajmując 27. miejsce w tej konkurencji. Na podium zawodów tego cyklu po raz pierwszy stanął 26 stycznia 2011 roku w Denver, wygrywając rywalizację w big air. Wyprzedził tam dwóch Austriaków: Michaela Macho i Stefana Falkeisa. Najlepsze wyniki osiągnął w sezonie 2010/2011, kiedy to zajął piąte miejsce w klasyfikacji generalnej AFU, a w klasyfikacji big air był trzeci.
Największy sukces w karierze osiągnął w 2011 roku, kiedy zdobył brązowy medal w big air podczas mistrzostw świata w La Molinie. W zawodach tych wyprzedzili go jedynie Petja Piiroinen z Finlandii oraz Belg Seppe Smits. Na tych samych mistrzostwach zajął także 24. miejsce w slopestyle'u i 41. miejsce w halfpipe’ie. Brał także udział w mistrzostwach świata w Stoneham w 2013 roku, gdzie zajął 37. miejsce w slopestyle'u. Nigdy nie startował na igrzyskach olimpijskich.
W 2013 roku zakończył karierę.

## Osiągnięcia

### Mistrzostwa świata
| Miejsce | Dzień       | Rok  | Miejscowość | Konkurencja | Zwycięzca        |
| ------- | ----------- | ---- | ----------- | ----------- | ---------------- |
| 3.      | 15 stycznia | 2011 | La Molina   | Big Air     | Petja Piiroinen  |
| 41      | 20 stycznia | 2011 | La Molina   | Halfpipe    | Nathan Johnstone |
| 25      | 22 stycznia | 2011 | La Molina   | Slopstyle   | Seppe Smits      |
| 37.     | 18 stycznia | 2013 | Stoneham    | Slopestyle  | Roope Tonteri    |

### Puchar Świata

#### Miejsca w klasyfikacji generalnej
- sezon 2006/2007: 232.
- sezon 2007/2008: 197.
- sezon 2008/2009: 316.
- sezon 2009/2010: 117.
  - AFU[2]
- sezon 2010/2011: 5.
- sezon 2011/2012: 51.
- sezon 2012/2013: 135.

#### Miejsca na podium w zawodach
1. Denver – 26 stycznia 2011 (Big Air) - 1. miejsce
2. Calgary – 26 lutego 2011 (slopestyle) - 3. miejsce